# Luuk Boelens

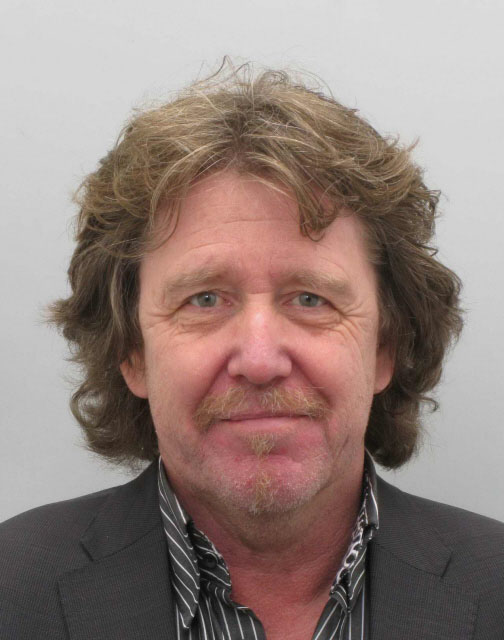
Luuk Boelens in 2015

Luuk Boelens (Den Haag, 20 december 1957) is een Nederlands planoloog. Tussen 2012 en 2022 was hij hoogleraar mobiliteit en ruimte (AMRP) aan de Universiteit Gent, waar hij Georges Allaert opvolgde.
Boelens studeerde en promoveerde aan de TU Delft. Sinds 2002 is hij in België gevestigd.
Van 2004 tot 2012 was Boelens buitengewoon hoogleraar netwerkplanning aan de Universiteit van Utrecht. Daarvoor heeft hij meer dan vijftien jaar gewerkt voor de provincie Zuid-Holland als adviseur en teammanager van het Randstad Overleg Ruimtelijke Ordening. Vervolgens werkte hij vijf jaar bij de Nederlandse Spoorwegen en Holland Railconsult (later Movares geheten). Daarna werkte hij vijftien jaar bij zijn eigen planologisch adviesbureau Urban Unlimited.
Neventaken zijn presidentschap LOC AESOP 2014 en redacteur van diverse binnen- en buitenlandse tijdschriften.
Boelens is auteur van diverse boeken en artikelen over de actor-gerelateerde benadering van planning (actor relational approach of urban planning), governance en ontwerp. Hij was jurylid van onder meer 'Het aanzien van Nederland' en de Rotterdam-Maaskantprijs. Hij is reviewer van verschillende internationale wetenschappelijke tijdschriften, zoals European Planning Studies, Planning Theory, Planning Theory and Practice, Urban Studies en Cities. Hij was voorzitter van de review board He voor VLIR/VLOHRA, de Denktank Klimaatadaptatie voor België en het netwerk voor duurzaam mobiliteitsonderzoek.
Zijn onderzoek richt zich op institutionele herschikking, co-evolutie in besluitvorming en adaptieve governance, specifiek voor de Eurodelta van Rijn, Maas en Schelde. Zijn benadering is gebaseerd op actor-networktheorie, poststructuralisme en common pool resource management.
- Gemeinsame Normdatei: 140784594
- International Standard Name Identifier: 0000 0000 7848 7358
- Library of Congress Control Number: n92004398
- Nationale Bibliotheek van Israël: 987007451984205171
- Nederlandse Thesaurus van Auteursnamen: 071048588
- Virtual International Authority File: 342574
- WorldCat: E39PBJcC3fQM9HTYy8p6mfqxXd